# 石原勇輝
石原 勇輝（いしはら ゆうき、2001年8月30日 - ）は、広島県呉市出身のプロ野球選手（投手）。左投左打。東京ヤクルトスワローズ所属。

## 経歴

### プロ入り前
呉市立川尻小学校1年生の時に川尻ヤングパワーズスポーツ少年団で野球を始め、6年生時は広島東洋カープジュニアでプレーした。呉市立川尻中学校在学時は硬式野球のクラブチームである府中広島2000ヤングでプレーした。
広陵高等学校に進学し、2年夏の第100回全国高等学校野球選手権記念大会では背番号15でベンチ入り。同年秋の中国大会では米子東との決勝で2回途中から救援登板して7回無失点と好投し、勝利に貢献した。3年春の第91回選抜高等学校野球大会では、東邦との2回戦に救援登板するも3失点し、チームも大敗した。同年夏は広島大会準決勝で広島商業に敗れた。同学年に河野佳、髙太一がおり、1学年下に宗山塁、渡部聖弥がいた（宗山とは明治大学でもチームメイトとなった）。
高校卒業後は明治大学へ進学。1年秋からリーグ戦に登板し、主に救援で活躍した。
2023年10月26日に開催されたドラフト会議にて、東京ヤクルトスワローズから3位指名を受けた。11月27日、契約金5500万円、年俸900万円で仮契約を結んだ（金額は推定）。背番号は35。同ドラフトでは、大学同期の上田希由翔が千葉ロッテマリーンズから1位指名、村田賢一が福岡ソフトバンクホークスから4位指名されている。

### ヤクルト時代
2024年、開幕から二軍で経験を積み、一軍初登板となった9月22日の横浜DeNAベイスターズ戦（横浜スタジアム）で1回1安打1失点となった。一軍ではこの登板のみで終わった。二軍では25試合に登板し、0勝2敗、防御率6.04を記録した。

## 投球スタイル
最速149km/hのキレのあるストレートと落差の大きいカーブ、チェンジアップで緩急を駆使した投球を武器にする。

## 詳細情報

### 年度別投手成績
| 年 度     | 球 団     | 登 板 | 先 発 | 完 投 | 完 封 | 無 四 球 | 勝 利 | 敗 戦 | セ 丨 ブ | ホ 丨 ル ド | 勝 率 | 打 者 | 投 球 回 | 被 安 打 | 被 本 塁 打 | 与 四 球 | 敬 遠 | 与 死 球 | 奪 三 振 | 暴 投 | ボ 丨 ク | 失 点 | 自 責 点 | 防 御 率 | W H I P |
| --------- | --------- | ----- | ----- | ----- | ----- | -------- | ----- | ----- | -------- | ----------- | ----- | ----- | -------- | -------- | ----------- | -------- | ----- | -------- | -------- | ----- | -------- | ----- | -------- | -------- | ------- |
| 2024      | ヤクルト  | 1     | 0     | 0     | 0     | 0        | 0     | 0     | 0        | 0           | ----  | 5     | 1.0      | 1        | 0           | 0        | 0     | 0        | 0        | 0     | 0        | 1     | 1        | 9.00     | 1.00    |
| 通算：1年 | 通算：1年 | 1     | 0     | 0     | 0     | 0        | 0     | 0     | 0        | 0           | ----  | 5     | 1.0      | 1        | 0           | 0        | 0     | 0        | 0        | 0     | 0        | 1     | 1        | 9.00     | 1.00    |

- 2024年度シーズン終了時

### 年度別守備成績
| 年 度 | 球 団    | 投手  | 投手  | 投手  | 投手  | 投手  | 投手     |
| 年 度 | 球 団    | 試 合 | 刺 殺 | 補 殺 | 失 策 | 併 殺 | 守 備 率 |
| ----- | -------- | ----- | ----- | ----- | ----- | ----- | -------- |
| 2024  | ヤクルト | 1     | 0     | 0     | 0     | 0     | ----     |
| 通算  | 通算     | 1     | 0     | 0     | 0     | 0     | ----     |

- 2024年度シーズン終了時

### 記録
初記録
投手記録
- 初登板：2024年9月22日、対横浜DeNAベイスターズ24回戦（横浜スタジアム）、8回裏に4番手で救援登板・完了、1回1失点[13]

### 背番号
- 35（2024年[11] - ）